# 10847 Koch
10847 Koch este un asteroid din centura principală de asteroizi.

## Descriere
10847 Koch este un asteroid din centura principală de asteroizi. A fost descoperit pe 5 ianuarie 1995 la Tautenburg de Freimut Börngen. Asteroidul prezintă o orbită caracterizată de o semiaxă mare de 2,98 ua, o excentricitate de 0,09 și o înclinație de 9,0° în raport cu ecliptica.